# Adão de Perseigne
Adão de Perseigne (em latim: Adamus Perseniae; em francês:  Adam de Perseigne; c. 1145 – 1221 (76 anos)) foi um monge cisterciense francês que tornou-se abade da Abadia de Perseigne na Diocese de Le Mans. Adão nasceu por volta de 1145 numa família de servos ou camponeses. Acredita-se que tenha se tornado primeiro um cônego regular, em seguinda um monge beneditino na Abadia de Marmoutier, em Tours, e finalmente um cisterciense. Em 1188, tornou-se abade de Perseigne, para a qual sua reputação de santidade e sabedoria atraiu grandes personagens de sua época em busca de aconselhamento. Foi, por um período, confessor do rei Ricardo Coração de Leão da Inglaterra. Esteve em Roma para se encontrar com o celebrado misticismo cristão Joaquim, abade de Fiore, na Calábria, no qual conversaram sobre as revelações recebidas por Joaquim. Lá, ajudou Foulques de Neuilly a pregar a Quarta Cruzada
Adão morreu em 1221. Seus sermões foram publicados em Roma em 1662 sob o título "Adami Abbatis Perseniæ Ordinis Cisterciensis Mariale". Aproximadamente metade de suas cartas conhecidas continuaram circulando depois da invenção da prensa na forma de coleções de composição variada. Elas foram depois incorporadas por Migne no volume 211 de sua Patrologia Latina.

## Atribuição
- "Adam of Perseigne" na edição de 1913 da Enciclopédia Católica (em inglês).  Em domínio público.

## Bibligrafia
- Aurélie Reinbold (2013), "Les cercles de l'amitié dans la correspondance d'Adam de Perseigne (1188-1221)", Les cisterciens dans le Maine et dans l'Ouest au Moyen Âge, Ghislain Baury, Vincent Corriol, Emmanuel Johans and Laurent Maillet (ed.), Annales de Bretagne et des Pays de l'Ouest, t. 120, n° 3, September 2013, pp. 87–98.
- Laurent Maillet (2013), "Les missions d'Adam de Perseigne, émissaire de Rome et de Cîteaux (1190-1221)", Les cisterciens dans le Maine et dans l'Ouest au Moyen Âge, Ghislain Baury, Vincent Corriol, Emmanuel Johans and Laurent Maillet (ed.), Annales de Bretagne et des Pays de l'Ouest, t. 120, n° 3, September 2013, pp. 99–116.